# Sven Brisman
Sven Bernhard Brisman, född 9 juni 1881 i Stora Kils församling, Värmlands län, död 14 januari 1953 i Sankt Matteus församling, Stockholms stad, var en svensk nationalekonom och bankhistoriker. Han var sonsons son till Sven Brisman den äldre. 

## Biografi
Sven Brisman disputerade vid Göteborgs högskola och blev docent i historia där 1909, för att därefter bli docent i nationalekonomi vid Handelshögskolan i Stockholm 1910. Från 1917 till sin pensionering 1946 innehade han A O Wallenbergs professur i nationalekonomi och bankvetenskap vid samma högskola. A O Wallenbergs professur i nationalekonomi och bankvetenskap är Handelshögskolans äldsta donationsprofessur och inrättades 1917 genom en donation från Knut och Alice Wallenbergs stiftelse, på initiativ av Knut Agathon Wallenberg, Handelshögskolan i Stockholms grundare.
Inom det historiska området skrev han Realisationsfrågan 1808-34 (1908), Sveriges riksbank 1668-1918 och Bankens tillkomst och verksamhet (1918). Hans viktigaste vetenskapliga bidrag rörde bankhistoria, där han bland annat gjorde grundläggande arbeten rörande affärsbankernas roll. Han utgav 1915 De moderna affärsbankerna och 1916 Nationalekonomi, en sammanfattning av det som ansågs vara den teoretiska och praktiska ekonomins huvudproblem och mycket använd i undervisningen (”Stora Brisman”). 
Han skrev också en översiktlig lärobok, Nationalekonomins grunder (1926, sjunde omarbetade upplagan 1950) som under ett trettiotal år användes i undervisningen för nationalekonomistudenter (”Lilla Brisman”). Ett annat viktigt arbete var Sveriges affärsbanker, Grundläggningstiden (1924).
Brisman deltog i ett flertal offentliga utredningar, bland annat Tull- och traktatskommittén 1919. Han var aktiv i såväl fack- som dagspressen och särskilt i valuta- och befolkningsfrågan och gjorde flera uppmärksammade inlägg.